# Pont Vieux (Vabres-l'Abbaye)
De Pont Vieux (Frans voor 'oude brug') is een brug over de Dourdou in de Franse gemeente Vabres-l'Abbaye (Aveyron).
De brug bestaat uit vier bogen die de Dourdou, een zijrivier van de Sorgue, overspannen. De pijlers zijn driehoekig om beter aan de stroming van de rivier te kunnen weerstaan.
De brug werd in 1278 gebouwd dicht bij de kapel Notre-Dame de Bethléem, stroomopwaarts van de benedictijner abdij van Vabres en het bijhorende dorp. Bouwheer was abt Bernard de la Tour. Op de brug werd tol geheven (péage de Peyralbe). De brug overleefde de grote overstroming van de Dourdou in 1766 die het dorp en de kathedraal van Vabres onder water zette. In 1944 werd de brug opgeblazen maar ze werd na de oorlog naar het originele ontwerp weer opgebouwd.